# 何舜韶
何舜韶（16世紀—17世紀），字廷九，號玉虹，浙江台州府臨海縣柵浦人，明朝政治人物。

## 生平
何舜韶是萬曆三十四年（1606年）丙午科浙江鄉試舉人，三十五年（1607年）、三十八年（1610年）兩會試中副榜，為解決貧困而決定擔任教職，四十年（1612年）授諸暨教諭，到任後與諸生講學，日月約課，拿出俸祿資助清貧學子，考績優異，四十五年（1617年）陞新化州知州，新化州位處蠻夷地區，前任者大多獲罪，只有他離任時得州人送行，在雲南傳為盛事，天啟五年（1625年）改瑞州同知，調大同同知，為官廉潔，不久因勞累在任內去世。他生平德行高尚，待人誠信，友愛他人，擅長草書，獲其書法者都視為珍寶。

## 家族
祖父何寵，潮州府知府；父何大有。從兄何舜齡，萬曆三十七年舉人。從弟何舜岳，萬曆四十一年進士。

## 引用
1. 1 2  民國《臨海縣志·卷二十·人物》：何舜韶，字廷九，號玉虹，萬曆三十四年舉人，明年副榜進士，謀秉鐸以支貧，受諸暨教諭，至則與諸生講學，考業日有約、月有課，分清俸學租助貧乏無稍吝，以優考陞新化知州，新化蠻裔初闢，官遷多被抄掠，至舜韶獨垂涕送行，滇中傳為盛事，轉瑞州同知，再補大同同知，居官廉潔，邊境倚為長城，未幾以勞卒於官，生平制行有方，待人誠信，篤於友愛，尤善草書，求而得者珍為元龜大貝。 台嶠詩存參本傳
2. ↑  民國《臨海縣志·卷十七·選舉》：（萬曆）三十八年韓敬榜……何舜韶 副榜進士